# Online Analytical Processing
Online Analytical Processing (OLAP) wird neben dem Data-Mining zu den Methoden der analytischen Informationssysteme gezählt. OLAP wird weiterhin den hypothesengestützten Analysemethoden zugeordnet. Der Analyst muss vor der eigentlichen Untersuchung wissen, welche Anfragen er an das OLAP-System stellen möchte. Seine Hypothese wird dann durch das Analyseergebnis bestätigt oder widerlegt. OLAP-Systeme bilden in diesem Zusammenhang oft die technologische Grundlage für aktuelle Business-Intelligence-Anwendungen. Typische Einsatzszenarien für entsprechende OLAP-Systeme sind u. a. das Berichtswesen und Analyse, aber auch Planung und Budgetierung in folgenden Bereichen: Controlling, Finanzabteilungen, Vertrieb, Produktion, Personal und Management Unternehmenssteuerung.
OLAP-Systeme beziehen ihre Daten entweder aus den operationalen Datenbeständen eines Unternehmens oder aus einem Data-Warehouse (Datenlager). Der Einsatz eines Data-Warehouse verhindert, dass die Analysedaten mit den transaktionsorientierten Datenbeständen in Kontakt kommen und die Leistungsfähigkeit beeinträchtigt wird. Ebenso ist die Leistung eines OLAP-Systems von der verwendeten Datenhaltungsform und deren Anbindung an den Analyse-Client abhängig.
Im Gegensatz zum Online Transaction Processing (OLTP) steht hier die Durchführung komplexer Analysevorhaben im Vordergrund, welche ein sehr hohes Datenaufkommen verursachen. Das Ziel ist, durch multidimensionale Betrachtung dieser Daten ein entscheidungsunterstützendes Analyseergebnis zu gewinnen. Als besondere Zielgruppe wird hier das Management in seiner Rolle als Entscheidungsträger genannt.
Die OLAP zugrunde liegende Struktur ist ein OLAP-Würfel (englisch cube), der aus der operationalen Datenbank erstellt wurde. Dieser folgt einer multidimensionalen, datenpunktorientierten Logik im Gegensatz zur zeilenorientierten Logik beim OLTP.

## Arten
Man unterscheidet zwischen ROLAP („relationales OLAP“), das auf eine relationale Datenbank zugreift, und MOLAP („multidimensionales OLAP“), das auf eine multidimensionale Datenbank zugreift. HOLAP („H“ für „Hybrid“) ist eine Zwischenform zwischen ROLAP und MOLAP. Jeder Typ hat Vor- und Nachteile.
MOLAP speichert Zahlen in Form von Datenpunkten. Dadurch hat MOLAP einen Performance-Vorteil gegenüber ROLAP-Systemen, die Daten auf relationaler Basis als Datensätze speichern.
Vorausberechnete OLAP-Systeme weisen eine bessere Performance auf als OLAP-Systeme, die zur Laufzeit rechnen.
In-Memory-Systeme weisen eine bessere Performance auf als festplattenbasierte Systeme, müssen jedoch mit dem Speicher sorgfältig haushalten.
ROLAP skaliert besser, ist dafür aber je nach Performance der eingesetzten relationalen Quellen langsamer als MOLAP. Dies liegt bei ROLAP daran, dass die Daten neben den teils vielleicht schon vorausberechneten Aggregationen in einer vielseitigen, aber eventuell langsameren relationalen Datenbank gespeichert vorliegen, während diese Daten bei MOLAP in geeigneter, schnell zugänglicher Form als Datenpunkt vorliegen. Ein Vorteil von ROLAP wiederum ist, dass weniger Speicherplatz benötigt wird, weil Daten aus vorhandenen Datenbanken abgefragt werden. Dies bietet sich vor allem bei der Auswertung auf Basis von Massendaten in komplexen Data-Warehouse-Umgebungen an.
HOLAP bietet oft einen guten Kompromiss aus ROLAP und MOLAP.
Ein vierter Architekturtyp wird mit DOLAP (D für Desktop) bezeichnet. Hierbei werden die Basisdaten zunächst lokal in den Analyseclient importiert, um eine lokale Analyse vollziehen zu können. Als Nachteil kann hier allerdings eine eventuell zu schwache Hardwareauslegung gesehen werden. Zeitintensiv bei DOLAP ist nicht die Auswertung der Daten, sondern die Erstellung und Auffrischung der angelegten Cubes.
Einen weiteren, immer populäreren Typ stellt memory-based OLAP dar. Hier werden alle Daten im RAM gehalten und alle Werte in Echtzeit berechnet. Diese Technik war in der Vergangenheit hinsichtlich der Datenmengen limitiert. Aufgrund der zunehmenden Verbreitung von 64-Bit Rechner-Architekturen (vgl. 4-GB-Grenze) können jedoch heutzutage auch große Datenmengen mit memory-based OLAP analysiert werden.
OLAP-Werkzeuge werden häufig durch Multidimensionalität charakterisiert. Durch diese Multidimensionalität sollen relevante betriebswirtschaftliche Kennzahlen (bspw. Umsatz- oder Kostengrößen) anhand unterschiedlicher Dimensionen (zum Beispiel Kunden, Regionen, Zeit) mehrdimensional betrachtet und bewertet werden können. Zur bildlichen Darstellung werden OLAP-Würfel verwendet. Diese Würfel sind in verschiedene Dimensionen unterteilt, die wiederum in Elemente untergliedert sind. Diese Elemente bilden einen Verdichtungsbaum oder allgemeiner einen nichtzyklischen gerichteten Graphen, welcher die Aggregationen darstellt.

## Anforderungen an ein OLAP-System

### 12 Regeln nach Codd
Der OLAP-Begriff wurde 1993 von Edgar F. Codd geprägt. Er formulierte zunächst 12 Regeln, die er bis zuletzt auf 18 Regeln erweitert hat. Diese Evaluierungsregeln stellten die erste Anforderungsliste an ein OLAP-System dar. Die Bedeutung der Regeln für die Bewertung eines OLAP-Systems kann heute nicht mehr als besonders hoch eingestuft werden. Dies liegt im Besonderen an ihrer stark anwendungsbezogenen Ausrichtung und daran, dass sie heute teils umstritten sind. Die Regeln waren aus der Zusammenarbeit mit dem Unternehmen Arbor entstanden, das kurz zuvor die OLAP-Datenbank Essbase vorgestellt hatte – Essbase wird heute durch Oracle unter dem Produktnamen Hyperion Solutions weiterentwickelt und vertrieben.
Wegen ihres Pionierstatus werden die Regeln gern zitiert:
1. Multidimensionale konzeptionelle Sicht auf die Daten (wichtigstes Kriterium für OLAP)
2. Transparenz (klare Trennung zwischen Benutzerschnittstelle und der zu Grunde liegenden Architektur)
3. Zugriffsmöglichkeiten (Bezug der Basisdaten aus externen oder operationalen Datenbeständen)
4. Konsistente Leistungsfähigkeit der Berichterstattung (möglichst schnelle Reportingfunktionalität)
5. Client-Server-Architektur (auf den Verwendungszweck optimierte Lastverteilung)
6. Generische Dimensionalität (alle Dimensionen in ihrer Struktur und Funktionalität einheitlich)
7. Dynamische Handhabung dünn besetzter Matrizen (dynamische Speicherstrukturanpassung)
8. Mehrbenutzerunterstützung
9. Unbeschränkte dimensionsübergreifende Operationen
10. Intuitive Datenanalyse (direkte Navigation innerhalb der Datenwürfel)
11. Flexibles Berichtswesen (Ergebnisse im Report frei anordenbar)
12. Unbegrenzte Anzahl von Dimensionen und Konsolidierungsebenen (15 bis 20 Dimensionen mit beliebig vielen Aggregationsstufen)

### FASMI-Regeln nach Pendse und Creeth
Pendse und Creeth stellten 1995 (Lit.: Pendse) unter dem Akronym FASMI fünf herstellerunabhängige Evaluierungsregeln auf, um damit das OLAP-Konzept zu beschreiben. FASMI steht für „Fast Analysis of Shared Multidimensional Information“ und besagt im Einzelnen:
1. Fast: Abfragen sollen durchschnittlich fünf Sekunden dauern dürfen. Dabei sollen einfache Abfragen nicht länger als eine Sekunde und nur wenige, komplexere Abfragen bis zu 20 Sekunden Verarbeitungszeit beanspruchen.
2. Analysis: Ein OLAP-System soll jegliche benötigte Logik bewältigen können. Dabei soll die Definition einer komplexeren Analyseabfrage durch den Anwender mit wenig Programmieraufwand zu realisieren sein.
3. Shared: Ein OLAP-System soll für den Mehrbenutzerbetrieb ausgelegt sein. Dies bedingt eine Verfügbarkeit geeigneter Zugriffsschutzmechanismen.
4. Multidimensional: Als Hauptkriterium fordern Pendse und Creeth eine mehrdimensionale Strukturierung der Daten mit voller Unterstützung der Dimensionshierarchien.
5. Information: Bei der Analyse sollen einem Anwender alle benötigten Daten transparent zur Verfügung stehen. Eine Analyse darf nicht durch Beschränkungen des OLAP-Systems beeinflusst werden.

Zusammenfassend lässt sich feststellen, dass die FASMI-Regeln stärker auf Benutzeranforderungen als auf technische Anforderungen eingehen. Insgesamt sind sie allerdings weniger spezifisch als die Regeln nach Codd, deswegen können nach dieser Definition wesentlich mehr Systeme dem OLAP zugeordnet werden.

### Marktübersicht
In The OLAP Report 2006 teilt sich der internationale OLAP-Markt wie folgt auf:
| Anbieter               | Marktanteil | Bemerkung                                                                            |
| ---------------------- | ----------- | ------------------------------------------------------------------------------------ |
| Microsoft Corporation  | 31,6 %      |                                                                                      |
| Hyperion Solutions     | 18,9 %      | inzwischen von Oracle übernommen                                                     |
| Cognos                 | 12,9 %      | inzwischen von IBM übernommen                                                        |
| Business Objects       | 7,3 %       | inzwischen von SAP übernommen                                                        |
| Strategy               | 7,3 %       |                                                                                      |
| SAP AG                 | 5,8 %       |                                                                                      |
| Cartesis               | 3,7 %       | inzwischen von Business Objects übernommen, Business Objects dann von SAP übernommen |
| Applix                 | 3,6 %       | inzwischen von Cognos übernommen, Cognos dann von IBM übernommen                     |
| Infor Global Solutions | 3,5 %       | nach Übernahme der MIS GmbH ("ALEA")                                                 |
| Oracle Corporation     | 2,8 %       |                                                                                      |
| Digital Equipment      | 0,2 %       | inzwischen von HP übernommen                                                         |

Zusätzlich gibt es aus dem Bereich Open-Source-Software die Wettbewerber Mondrian von Pentaho und Palo der Firma Jedox aus Freiburg im Breisgau.